# Liste des maires d'Hazebrouck
Cet article présente la liste des maires d'Hazebrouck en Flandre française, de la Révolution à nos jours.

## De la Révolution française à la fin du Consulat
| Période        | Période        | Identité                     | Étiquette | Qualité           |
| -------------- | -------------- | ---------------------------- | --------- | ----------------- |
| 1790           | 1790           | Pierre Jacques de Kytspotter |           |                   |
| 1790           | 1790           | Louis Vandewalle             |           |                   |
| 1790           | 1792           | Philippe Revel               |           |                   |
| 1792           | 1795           | Louis Vandewalle             |           |                   |
| 1795           | août 1795      | Félix Terninck               |           |                   |
| août 1795      | 1797           | Louis Vandewalle             |           | Premier Président |
| 1797           | avril 1797     | Joseph Cleenewerck           |           | Président         |
| avril 1797     | septembre 1797 | Anathole Loingeville         |           | Président         |
| septembre 1797 | 1798           | Pierre Jean Thibaut          |           | président         |
| 1798           | 1799           | Pierre Jacques Styvelynck    |           | Président         |
| 1799           | 1800           | Jean Salomé                  |           | Président         |
| 1800           | 1808           | Philippe-Jacques Revel       |           | Médecin           |

## Du Premier Empire à la fin de la Monarchie de Juillet
| Période | Période | Identité                 | Étiquette    | Qualité |
| ------- | ------- | ------------------------ | ------------ | --- |
| 1808    | 1813    | Jean-François Revel      |              | |
| 1816    | 1822    | Joseph Henri Cleenewerck |              | |
| 1822    | 1831    | Jean-François Warein     | Centre droit | Député du 12e collège du Nord (Hazebrouck) (1831-1842), Député du 2e arrondissement électoral du Nord (Hazebrouck) (1830-1831). |
| 1831    | 1836    | Louis Pouvillion         |              | |
| 1836    | 1848    | Joseph-Henri Cleenewerck |              | Conseiller général (1830-1833), Conseiller général des Cantons d'Hazebrouck-Nord et d'Hazebrouck-Sud (1836-1848).               |

## De la deuxième République à la fin de l'Entre-deux-guerres
| Période | Période       | Identité                 | Étiquette           | Qualité |
| ------- | ------------- | ------------------------ | ------------------- | --- |
| 1848    | 1862          | Martin Houcke            |                     | |
| 1862    | 1870          | Adolphe Kien             |                     | Juin 1864 : Pierre Thibaut |
| 1870    | décembre 1877 | Louis Houvenaghel        |                     | Brasseur, Décédé en cours de mandat |
| 1878    | 1884          | Émile Massiet du Biest   | Centre-gauche       | Sénateur du Nord (1879-1888), Député de la 1re circonscription d'Hazebrouck (1876-1877), Conseiller général du Canton d'Hazebrouck-Sud (1871-1886). |
| 1884    | 1909          | Georges Degroote         |                     | A démissionné |
| 1909    | 1912          | Eugène Warein            |                     | |
| 1914    | 1928          | Abbé Lemire              | socialiste-chrétien | Député de la 1re circonscription d'Hazebrouck (1893-1902), Député de la 1re circonscription d'Hazebrouck (1902-1919), Député du Nord (1919-1928).   |
| 1928    | 1928          | Henri Bonte              | socialiste-chrétien | Industriel. |
| 1929    | 1933          | Maurice Heckel           |                     | |
| 1933    | 1933          | François Hoguet          |                     | Adjoint faisant fonction de maire |
| 1933    | 1944          | Joseph Rémi Élie Plateel | PS                  | Employé de chemin de fer. |

## De la Seconde Guerre Mondiale à Aujourd'hui
| Période      | Période                       | Identité              | Étiquette | Qualité |
| ------------ | ----------------------------- | --------------------- | --------- | --- |
| 1944         | 1944                          | Jean Fruquet          |           | Professeur |
| 1944         | 1944                          | Joseph Élie Plateel   | PS        | Employé de chemin de fer. |
| 1945         | 1953                          | Auguste Damette       | gaulliste | Entrepreneur Conseiller général d'Hazebrouck-Nord (1949 → 1973) Député du Nord (1951 → 1955 et 1958 à 1978)                                                                       |
| 1953         | mars 1971                     | Henri Desbuquois      | MRP       | Industriel |
| mars 1971    | mars 1983                     | Amand Moriss          | PS        | Inspecteur des Impôts, Conseiller général d'Hazebrouck-Nord (1973 → 1979) |
| mars 1983    | juin 1995                     | Maurice Sergheraert   | DVD       | Greffier en chef honoraire Conseiller général d'Hazebrouck-Sud (1970 → 1990) Député du Nord (13e puis 15e circ.) (1978 → 1983)                                                    |
| juin 1995    | mars 2008                     | Paul Blondel          | DVD       | Cadre bancaire retraité, Conseiller général d'Hazebrouck-Sud (1988 → 2008) Conseiller régional                                                                                    |
| mars 2008    | avril 2014                    | Jean-Pierre Allossery | PS        | Chargé de mission territoriale, Conseiller général d'Hazebrouck-Nord (2004 → 2012) Vice-président du conseil général du Nord ( ? → 2012) Député du Nord (15e circ.) (2012 → 2017) |
| avril 2014   | juillet 2020                  | Bernard Debaecker     | DVD       | Commerçant retraité |
| juillet 2020 | En cours (au 14 février 2023) | Valentin Belleval     | DVD       | Vice-président (2014 → 2020) puis président de la CCFI (2020 → ) |